# Ángel Lafita
Ángel Lafita Castillo (Zaragoza, 1984. augusztus 7. –) spanyol labdarúgó, jelenleg a Getafe játékosa.